# برباريس ناعم
برباريس ناعم (الاسم العلمي:Berberis levis) هو نوع من النباتات يتبع جنس البرباريس من الفصيلة البرباريسية.